# Hudson-Ford
Hudson-Ford (auch Hudson Ford oder Hudson, Ford) ist ein englisches Rock-Duo, das 1973 gegründet wurde.

## Werdegang
Richard Hudson und John Ford spielten vorher bei Elmer Gantry’s Velvet Opera und ab 1971 bei den Strawbs. Beide waren auch die Autoren des größten Hits der Strawbs, Part of the Union. Der Song stieß 1973 bis auf Platz 2 der britischen Charts vor. Danach trennten sie sich von den Strawbs.
Sie veröffentlichten vier Alben, aufgenommen mit Sessionmusikern, unter ihrem Namen Hudson-Ford. Drei ihrer Singles schafften den Einstieg in die britischen Charts, der größte Hit war Pick Up the Pieces. Nach Aufkommen der Punkwelle änderten sie ihr Konzept und nannten sich The Monks. Unter dem neuen Bandnamen wurden zwei weitere Alben herausgebracht, die in Kanada besonders erfolgreich waren. Mit Nice Legs – Shame About the Face brachten auch die Monks einen Hit in die UK Top 40. Ein weiteres Projekt wurde unter dem Namen High Society geführt.
Ab 1983 hat sich Richard Hudson wieder den Strawbs angeschlossen. John Ford lebt heute in den USA. Er hat einige Soloalben veröffentlicht.

## Diskografie

### Alben
- 1973 Nickelodeon
- 1974 Free Spirit
- 1975 Worlds Collide
- 1977 Daylight
- 2001 Just Say No (CD-Single)

### Hitsingles
- 1973: Pick Up the Pieces (Platz 8 UK)
- 1974: Burn Baby Burn (Platz 15 UK)
- 1974: Floating in the Wind (Platz 35 UK)

### Soloalben von John Ford
- Heading for a High
- Love Is the Highway
- Natural High
- Backtracking
- New World
- Whatever Happened to Christmas